# 亞當·約翰森
亞當·約翰森（瑞典語：Adam Johansson；1983年2月21日—）是一位瑞典足球運動員。在場上的位置是後衛。他現在效力於瑞典足球超級聯賽球隊哥登堡足球俱樂部。他也代表瑞典國家足球隊參賽。